# Liste der Baudenkmale in Altdöbern
Die Liste der Baudenkmale in Altdöbern enthält alle denkmalgeschützten Gebäude der brandenburgischen Gemeinde Altdöbern und ihrer Ortsteile. Grundlage ist die Landesdenkmalliste mit dem Stand vom 31. Dezember 2020. Die Bodendenkmale sind in der Liste der Bodendenkmale in Altdöbern aufgeführt.

## Baudenkmale in den Ortsteilen
In den Spalten befinden sich folgende Informationen:
- ID-Nr.: Die Nummer wird vom Brandenburgischen Landesamt für Denkmalpflege vergeben. Ein Link hinter der Nummer führt zum Eintrag über das Denkmal in der Denkmaldatenbank. In dieser Spalte kann sich zusätzlich das Wort Wikidata befinden, der entsprechende Link führt zu Angaben zu diesem Denkmal bei Wikidata.
- Lage: die Adresse des Denkmales und die geographischen Koordinaten. Link zu einem Kartenansichtstool, um Koordinaten zu setzen. In der Kartenansicht sind Denkmale ohne Koordinaten mit einem roten beziehungsweise orangen Marker dargestellt und können in der Karte gesetzt werden. Denkmale ohne Bild sind mit einem blauen bzw. roten Marker gekennzeichnet, Denkmale mit Bild mit einem grünen beziehungsweise orangen Marker.
- Bezeichnung: Bezeichnung in den offiziellen Listen des Brandenburgischen Landesamtes für Denkmalpflege. Ein Link hinter der Bezeichnung führt zum Wikipedia-Artikel über das Denkmal.
- Beschreibung: die Beschreibung des Denkmales
- Bild: ein Bild des Denkmales und gegebenenfalls einen Link zu weiteren Fotos des Baudenkmals im Medienarchiv Wikimedia Commons

### Altdöbern
| ID-Nr.            | Lage                                         | Bezeichnung | Beschreibung | Bild |
| ----------------- | -------------------------------------------- | --- | --- | --- |
| 09120002 Wikidata | Am Park 2-8, Gutshof 5, 7, 8, Markt 5 (Lage) | Schlossanlage Altdöbern, bestehend aus Schloss, Park, zwei Kavaliershäusern, Orangerie, Gutshof, Nutzgarten, Gärtnerei, Wohnhaus, Marstall, Reithalle und Einfriedung | Das Schlossanlage Altdöbern ist eine dreiflügelige Schlossanlage. Das Schloss geht auf eine frühdeutsche Wasserburg zurück. Von 1571 bis 1586 wurde dieses durch einen Renaissanceneubau ersetzt.                                                                | weitere Bilder |
| 09120150 Wikidata | Bahnhofstraße 51 (Lage)                      | Wohnhaus „Lehmannstiftung“ | Der eingeschossige Ziegelbau mit Satteldach wird auf das Jahr 1879 datiert. | weitere Bilder |
| 09120028 Wikidata | Geschwister-Scholl-Straße 25, 40 (Lage)      | Lehrerseminar mit Hauptgebäude, Turnhalle, Abort und Einfriedung sowie Internat des Lehrerbildungsinstituts (Alt- und Neubau)                                         | Die Entstehung des historischen Gebäudeensembles wird auf das Jahr 1892 datiert. In jenem Jahr entstand auch der dreigeschossige Ziegelbau des Hauptgebäudes, welcher später noch mehrere Umbau- und Erweiterungsphasen erfuhr.                                  | Lehrerseminar mit Hauptgebäude, Turnhalle, Abort und Einfriedung sowie Internat des Lehrerbildungsinstituts (Alt- und Neubau) |
| 09120357 Wikidata | Geschwister-Scholl-Straße 44 (Lage)          | Wohnhaus mit Nebengebäude | | Wohnhaus mit Nebengebäude |
| 09120379 Wikidata | Jauersche Straße 2a (Lage)                   | Schule (heute Kindertagesstätte) | Der zweigeschossige Ziegelbau mit Sattel- und Walmdach wird auf das Jahr 1875 datiert. | Schule (heute Kindertagesstätte)                                                                                              |
| 09120027 Wikidata | Markt (Lage)                                 | Kirche | Die evangelische Kirche wurde von 1918 bis 1921 im neubarocken Stil erbaut. Das Innere ist neoklassizistisch gestaltet. | weitere Bilder |
| 09120029 Wikidata | Markt (Lage)                                 | Postmeilenstein | Die Postmeilensäule gehört zu den Postmeilensäulen, die im Auftrag des Kurfürsten Friedrich August I. von Sachsen durch den Land- und Grenzkommissar Adam Friedrich Zürner in der 1. Hälfte des 18. Jahrhunderts im Kurfürstentum Sachsen errichtet worden sind. | weitere Bilder |
| 09120393 Wikidata | Markt (Lage)                                 | Denkmal für die Gefallenen der Kriege 1866, 1870/71 | Das Gefallenendenkmal in Form einer Säule aus Sandstein gedenkt der Opfer des Deutschen Krieges (1866) und des Deutsch-Französischen Krieges (1870/71). Das Denkmal wird auf das Jahr 1876 datiert.                                                              | weitere Bilder |
| 09120602 Wikidata | Markt (Lage)                                 | Kriegerdenkmal für die Gefallenen des Ersten Weltkriegs | Das Gefallenendenkmal in Form einer Stele gedenkt der Opfer des Ersten Weltkrieges. Eingeweiht wurde es im Jahre 1925. | weitere Bilder |
| 09120030 Wikidata | Markt (Lage)                                 | Sowjetischer Ehrenfriedhof | Der Sowjetische Ehrenfriedhof ist in unmittelbarer Nähe der Altdöberner Kirche zu finden. | weitere Bilder |
| 09120374 Wikidata | Markt 24 (Lage)                              | Wohn- und Geschäftshaus mit drei Wirtschaftsgebäuden (heute Amtsverwaltung)                                                                                           | Der massive Putzbau mit Walmdach entstand im Jahre 1913. Für den Entwurf zeichneten die Architekten Felix Michaelis und Carl Dietrich verantwortlich. | Wohn- und Geschäftshaus mit drei Wirtschaftsgebäuden (heute Amtsverwaltung)                                                   |
| 09120373 Wikidata | Marktstraße 1 (Lage)                         | Wohnhaus mit Hofgebäude und Einfriedung (heute Amtsverwaltung) | Der massive zweigeschossige Ziegelbau mit Walmdach entstand um 1900. | weitere Bilder |

### Pritzen
| ID-Nr.            | Lage                      | Bezeichnung | Beschreibung | Bild        |
| ----------------- | ------------------------- | ----------- | --- | ----------- |
| 09120615 Wikidata | Pritzen-Dorfstraße (Lage) | Glockenturm | Der translozierte Kirchturm stammt von der abgebrochenen Kirche im abgebrochenen Wolkenberg. Datiert wird er auf die erste Hälfte des 15. Jahrhunderts. Von 1993 bis 1994 wurde der mit einem Zeltdach versehene hölzerne Fachwerkbau wieder aufgebaut. | Glockenturm |

### Reddern
| ID-Nr.            | Lage                  | Bezeichnung                                           | Beschreibung | Bild           |
| ----------------- | --------------------- | ----------------------------------------------------- | --- | -------------- |
| 09120125 Wikidata | (Lage)                | Dorfkirche                                            | Bei der mittelalterlichen Feldsteinkirche handelte es sich ursprünglich vermutlich um eine von Gräben umgebene Wehrkirche. Im Jahre 1726 erfolgte der Umbau der Kirche. | weitere Bilder |
| 09120126 Wikidata | Am Schloßteich (Lage) | Park mit Schlossteich, axialer Zuwegung und Toranlage | Der Park erfuhr im Jahre 1880 eine Erweiterung. | BW             |